# Justin Mylo

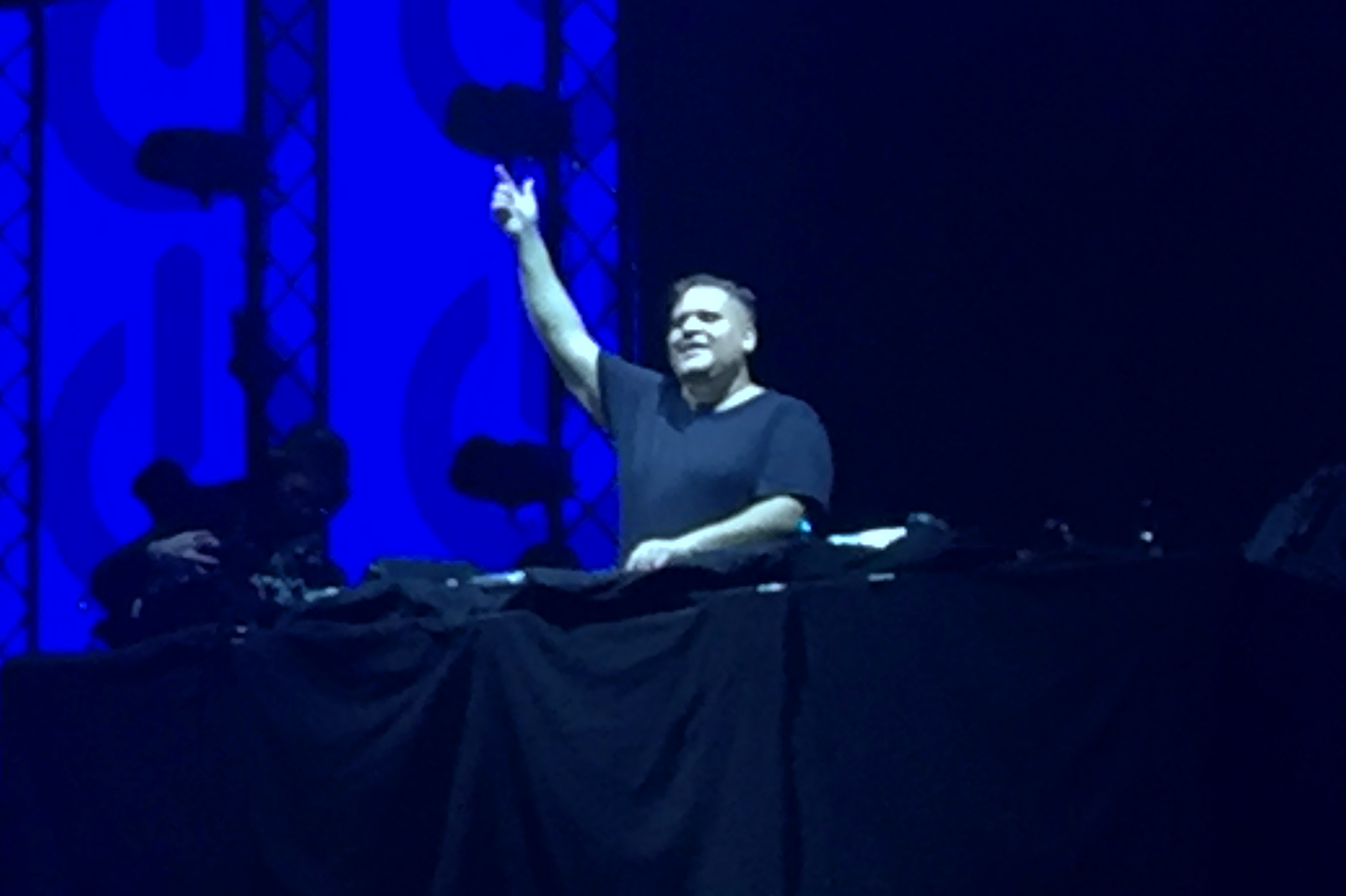
Justin Mylo (2017)

Justin Mylo (* 7. November 1995 in Amsterdam; eigentlich Emilio Justin Behr) ist ein niederländischer DJ und Musikproduzent, der 2015 mit der Single Bouncybob (mit Martin Garrix und Mesto) seinen internationalen Durchbruch hatte.

## Karriere
Im Alter von 14 Jahren begann Mylo mit der Produktion von Musik. Außerdem spielte er in lokalen Clubs. Im Jahr 2015 veröffentlichte er die Single Bouncybob, die ihm den internationalen Durchbruch verschaffte. In den folgenden Jahren war Mylo international auf Tour.

## Diskografie
Singles

| Jahr | Titel Album | Höchstplatzierung, Gesamtwochen, AuszeichnungChartplatzierungen (Jahr, Titel, Album, Platzierungen, Wochen, Auszeichnungen, Anmerkungen) | Höchstplatzierung, Gesamtwochen, AuszeichnungChartplatzierungen (Jahr, Titel, Album, Platzierungen, Wochen, Auszeichnungen, Anmerkungen) | Höchstplatzierung, Gesamtwochen, AuszeichnungChartplatzierungen (Jahr, Titel, Album, Platzierungen, Wochen, Auszeichnungen, Anmerkungen) | Höchstplatzierung, Gesamtwochen, AuszeichnungChartplatzierungen (Jahr, Titel, Album, Platzierungen, Wochen, Auszeichnungen, Anmerkungen) | Höchstplatzierung, Gesamtwochen, AuszeichnungChartplatzierungen (Jahr, Titel, Album, Platzierungen, Wochen, Auszeichnungen, Anmerkungen) | Anmerkungen                             |
| Jahr | Titel Album | DE | AT | CH | Dance | NL | Anmerkungen                             |
| ---- | ----------- | --- | --- | --- | --- | --- | --------------------------------------- |
| 2015 | Bouncybob   | — | — | — | Dance28 (1 Wo.)Dance | — | mit Martin Garrix und Mesto             |
| 2018 | Burn Out    | DE90 (1 Wo.)DE | AT55 (1 Wo.)AT | CH67 (1 Wo.)CH | Dance26 (5 Wo.)Dance | NL52 (5 Wo.)NL | mit Martin Garrix feat. Dewain Whitmore |

Weitere Singles:
2016:
- Groovy George (mit Mike Williams)
- Jumping Jack

2017:
- Cheap Motel

2018:
- Rave Alert (mit SWACQ)
- Paradigm
- Chasing Shadows
- Live Like This (mit Navarra)
- Funky Freddy (mit Rich Edwards)

2019:
- Not Afraid
- Won't Stop (mit Shaylen)
- More Of Your Love (mit Reggio)
- Starlight
- Save My Soul

2020:
- I Wanna Fall in Love
- Forever
- Face Up To The Sun (mit Mike Williams feat. Sara Sangfelt)
- When We’re Gone (mit Mesto)

2021:
- I Remember (mit STRNGRS)
- Do I Know Myself